# سومیو اندو
سومیو اندو (انگلیسی: Sumio Endo؛ زادهٔ ۳ اکتبر ۱۹۵۰) جودوکار اهل ژاپن بود.